# Kleptochthonius barri
Espèce
Kleptochthonius barri est une espèce de pseudoscorpions de la famille des Chthoniidae.

## Distribution
Cette espèce est endémique du Tennessee aux États-Unis. Elle se rencontre dans les grottes Tom Campbell Cave et Boyd Hollow Cave dans le comté de Grundy et dans la grotte Hobbs Cave dans le comté de Warren.

## Description
Le mâle holotype mesure 2,50 mm, les mâles mesurent de 2,37 à 2,50 mm et les femelles de 2,33 à 2,58 mm.

## Étymologie
Cette espèce est nommée en l'honneur du biospéléologue Thomas C. Barr.

## Publication originale
- Muchmore, 1965 : North American cave pseudoscorpions of the genus Kleptochthonius, subgenus Chamberlinochthonius (Chelonethida, Chthoniidae). American Museum Novitates, no 2234, p. 1-27 (texte intégral).